# Melinda Snodgrass
Melinda M. Snodgrass, née le 27 novembre 1951 à Los Angeles en Californie, est une scénariste et écrivaine de science-fiction américaine.

## Biographie
Melinda M. Snodgrass écrit des romans pendant huit ans, dont sa trilogie Circuit. Elle écrit également pour la série Wild Cards, dont elle est également cofondatrice et coéditrice avec George R. R. Martin. Elle est ensuite scénariste pour les 2e et 3e saisons de Star Trek : The Next Generation. Elle écrit alors le script The measure of a man, qui est sélectionné pour le prix de la Guilde des écrivains. Elle écrit aussi des scénarios pour Odyssey 5, Au-delà du réel : L'aventure continue (The Outer Limits), SeaQuest DSV, La Voix du silence (Reasonable doubt) et Profiler (The Profiler) (pour laquelle elle est aussi productrice consultante). Parmi les six épisodes pilotes qu'elle rédige, Star command est produit et diffusé. Elle participe aux Conventions nationales de science-fiction d'Austin (1985, Lone Star Con) et Chicago (2000, Chicon) et, en 2010, à la Convention mondiale de science-fiction de Melbourne. En 2002, elle reprend la direction de la compagnie de production de gaz naturel, dans le nord du Nouveau-Mexique, que son père avait fondée et dirigée jusqu'à sa mort, en 1977.
Melinda M. Snodgrass est une athée convaincue. Elle vit, avec sa famille, près de Lamy, au Nouveau-Mexique.

## Œuvres littéraires

### SérieCircuit
1. (en) Circuit, 1986
2. (en) Circuit Breaker, 1987
3. (en) Final Circuit, 1988

### SérieLinnet Ellery
Cette série a été écrite sous le pseudonyme Phillipa Bornikova.
1. (en) This Case Is Gonna Kill Me, 2012
2. (en) Box Office Poison, 2013

### SérieRichard Oort
1. (en) The Edge of Reason, Tor Books, 2008
2. (en) The Edge of Ruin, Tor Books, 2010
3. (en) The Edge of Dawn, Tor Books, 2015

### UniversStar Trek

#### Série originale
- Les Larmes des baladins, Fleuve noir, 1993 ((en) The Tears of the Singers, Titan Books, 1984)

### SérieWild Cards
1. Wild Cards, J'ai lu, coll. Nouveaux Millénaires, 2014 ((en) Wild Cards, 1987)Anthologie de nouvelles écrites avec Edward Bryant, Michael Cassutt, Leanne C. Harper, Stephen Leigh, David D. Levine, George R. R. Martin, Victor Milán, John J. Miller, Lewis Shiner, Carrie Vaughn, Howard Waldrop, Walter Jon Williams et Roger Zelazny
2. Aces High, J'ai lu, coll. Nouveaux Millénaires, 2015 ((en) Aces High, 1987)Anthologie de nouvelles écrites avec Pat Cadigan, George R. R. Martin, Victor Milán, John J. Miller, Lewis Shiner, Walton Simons (en), Walter Jon Williams et Roger Zelazny
3. Jokers Wild, J'ai lu, coll. « Nouveaux Millénaires », 2015 ((en) Jokers Wild, 1987)Roman coécrit avec Edward Bryant, Leanne C. Harper, George R. R. Martin, John J. Miller, Lewis Shiner et Walton Simons (en)
4. Aces Abroad, J'ai lu, coll. « Nouveaux Millénaires », 2015 ((en) Aces Abroad, 1988)Anthologie de nouvelles écrites avec Edward Bryant, Michael Cassutt, Gail Gerstner-Miller, Leanne C. Harper, Stephen Leigh, George R. R. Martin, Victor Milán, John J. Miller, Kevin Andrew Murphy (en), Lewis Shiner, Walton Simons (en) et Carrie Vaughn
5. Down and Dirty, J'ai lu, coll. « Nouveaux Millénaires », 2016 ((en) Down and Dirty, 1988)Anthologie de nouvelles écrites avec Edward Bryant, Pat Cadigan, Arthur Byron Cover, Leanne C. Harper, Stephen Leigh, George R. R. Martin, John J. Miller, Walter Jon Williams et Roger Zelazny
6. Ace in the Hole, J'ai lu, coll. « Nouveaux Millénaires », 2016 ((en) Ace in the Hole, 1990)Roman coécrit avec Stephen Leigh, Victor Milán, Walton Simons (en) et Walter Jon Williams
7. One-Eyed Jacks, J'ai lu, coll. « Nouveaux Millénaires », 2019 ((en) One-Eyed Jacks, 1991)Anthologie de nouvelles écrites avec Chris Claremont, Stephen Leigh, Victor Milán, John J. Miller, Kevin Andrew Murphy (en), Lewis Shiner, Walton Simons (en), Carrie Vaughn et William F. Wu
8. Jokertown Shuffle, J'ai lu, coll. « Nouveaux Millénaires », 2020 ((en) Jokertown Shuffle, 1991)Anthologie de nouvelles écrites avec Stephen Leigh, Victor Milán, John J. Miller, Lewis Shiner, Walton Simons (en) et Walter Jon Williams
9. (en) Double Solitaire, 1992Roman
10. (en) Card Sharks, 1993Anthologie de nouvelles écrites avec Michael Cassutt, Stephen Leigh, Victor Milán, Laura J. Mixon, Kevin Andrew Murphy (en), William F. Wu et Roger Zelazny
11. (en) Marked Cards, 1994Anthologie de nouvelles écrites avec Leanne C. Harper, Stephen Leigh, Victor Milán, Laura J. Mixon, Walton Simons (en), Sage Walker (en) et Walter Jon Williams
12. (en) Deuces Down, 2002Anthologie de nouvelles écrites avec Daniel Abraham, Michael Cassutt, Stephen Leigh, John J. Miller, Kevin Andrew Murphy (en) et Walton Simons (en)
13. (en) Inside Straight, 2008Anthologie de nouvelles écrites avec Daniel Abraham, Michael Cassutt, Stephen Leigh, George R. R. Martin, John J. Miller, Caroline Spector, Ian Tregillis et Carrie Vaughn
14. (en) Busted Flush, 2008Anthologie de nouvelles écrites avec Stephen Leigh, Victor Milán, John J. Miller, Kevin Andrew Murphy (en), Walton Simons (en), Caroline Spector, Ian Tregillis et Carrie Vaughn
15. (en) Suicide Kings, 2009Roman coécrit avec Daniel Abraham, Stephen Leigh, Victor Milán, Caroline Spector et Ian Tregillis
16. (en) Fort Freak, 2011Anthologie de nouvelles écrites avec Paul Cornell, David Anthony Durham, Ty Franck, Stephen Leigh, Victor Milán, John J. Miller, Mary Anne Mohanraj, Kevin Andrew Murphy (en) et Cherie Priest
17. (en) Lowball, 2014Anthologie de nouvelles écrites avec Michael Cassutt, David Anthony Durham, David D. Levine, Mary Anne Mohanraj, Ian Tregillis, Carrie Vaughn et Walter Jon Williams
18. (en) High Stakes, 2016Anthologie de nouvelles écrites avec David Anthony Durham, Stephen Leigh, John J. Miller, Caroline Spector et Ian Tregillis
19. (en) Low Chicago, 2018Anthologie de nouvelles écrites avec Saladin Ahmed, Paul Cornell, Marko Kloos (en), John J. Miller, Mary Anne Mohanraj, Kevin Andrew Murphy (en) et Christopher Rowe
20. (en) Three Kings, 2020Roman coécrit avec Mary Anne Mohanraj, Peter Newman (en), Peadar Ó Guilín (en) et Caroline Spector
21. (en) Joker Moon, 2021Anthologie de nouvelles écrites avec Michael Cassutt, Leo Kenden, David D. Levine, Victor Milán, John J. Miller, Mary Anne Mohanraj, Steve Perrin, Christopher Rowe, Walton Simons et Caroline Spector
22. (en) Full House, 2022Anthologie de nouvelles écrites avec Daniel Abraham, Paul Cornell, Marko Kloos (en), Stephen Leigh, David D. Levine, Victor Milán, Caroline Spector, Carrie Vaughn et Walter Jon Williams
23. (en) Pairing Up, 2023Anthologie de nouvelles écrites avec Gwenda Bond (en), Bradley Denton, David Anthony Durham, Marko Kloos (en), Kevin Andrew Murphy (en), Peter Newman (en) et Christopher Rowe

### SérieThe Imperials
1. (en) The High Ground, 2016
2. (en) In Evil Times, 2017
3. (en) The Hidden World, 2018

### Romans indépendants
- (en) Runespear, 1987Écrit avec Victor Milán.
- (en) Queen's Gambit Declined, 1989

### Nouvelles traduites en français
- Rites de dégradation, 2014 ((en) Degradation Rites, 1987)Publiée dans l'anthologie Wild Cards, J'ai lu, coll. « Nouveaux Millénaires »
- Différends familiaux, 2015 ((en) Relative Difficulties, 1987)Publiée dans l'anthologie Aces High, J'ai lu, coll. « Nouveaux Millénaires »
- Les Miroirs de l'âme, 2015 ((en) Mirrors Of The Soul, 1988)Publiée dans l'anthologie Aces Abroad, J'ai lu, coll. « Nouveaux Millénaires »
- Liens du sang, 2016 ((en) Blood Ties, 1988)Publiée en six chapitres répartis dans l'ensemble de l'anthologie Down and Dirty, J'ai lu, coll. « Nouveaux Millénaires »
- Les Mains qui n'y sont pas, 2017 ((en) The Hands That Are Not There, 2013)Publiée dans l'anthologie Dangerous Women, J'ai lu
- Le Triangle du diable, 2019 ((en) The Devil's Triangle, 1991)Publiée dans l'anthologie One-Eyed Jacks, J'ai lu, coll. « Nouveaux Millénaires »
- Amants, 2020 ((en) Lovers, 1991)Publiée en six chapitres répartis dans l'ensemble de l'anthologie Jokertown Shuffle, J'ai lu, coll. « Nouveaux Millénaires »

## Filmographie
- 1990 : Saison 3 de Star Trek : La Nouvelle Génération, série télévisée :
  - Ménage à Troi
  - Sarek
  - Les Jouets (The Most Toys)
  - Fantasmes holographiques (Hollow Pursuits)
  - Tin Man
  - Les Hautes Terres (The High Ground)
  - Prise de commandement (The Ensigns of Command)
- 1990 : Saison 2 de Star Trek : La Nouvelle Génération, série télévisée :
  - Être ou ne pas être (The Measure Of A Man)
  - Correspondance (Pen Pals)
  - Nouvel Échelon (Up The Long Ladder)
- 1995 : Saison 1 de Au-delà du réel : L'aventure continue
  - Au Royaume des sables (The Sandkings), de Stuart Gillard : Épisodes 1 et 2
  - Les Yeux de la peur (Living Hell) de Graeme Campbell : Épisode 9
- 1995 : Star Command.